# Coma Ecliptic
Coma Ecliptic är det amerikanska progressive metal-bandet Between the Buried and Mes sjunde studioalbum, utgivet i juli 2015 på Metal Blade Records.
Albumet nådde plats 12 på Billboard-listan, vilket är bandets bästa placering någonsin.
En musikvideo spelades in till "The Coma Machine".

## Låtlista
Alla låtar är komponerade av Between the Buried and Me.
| Nr  | Titel                      | Längd |
| --- | -------------------------- | ----- |
| 1.  | "Node"                     | 3:31  |
| 2.  | "The Coma Machine"         | 7:35  |
| 3.  | "Dim Ignition"             | 2:16  |
| 4.  | "Famine Wolf"              | 6:50  |
| 5.  | "King Redeem/Queen Serene" | 6:58  |
| 6.  | "Turn on the Darkness"     | 8:26  |
| 7.  | "The Ectopic Stroll"       | 7:02  |
| 8.  | "Rapid Calm"               | 7:59  |
| 9.  | "Memory Palace"            | 9:54  |
| 10. | "Option Oblivion"          | 4:22  |
| 11. | "Life in Velvet"           | 3:38  |

## Medverkande
Musiker
- Tommy Giles Rogers – sång, keyboard
- Paul Waggoner – leadgitarr, sång
- Dustie Waring – rytmgitarr
- Dan Briggs – basgitarr, keyboard, bakgrundssång
- Blake Richardson – trummor, slagverk

Bidragande musiker
- Emma DunlapGrube – cello

Produktion
- Jamie King – producent, inspelningstekniker
- Between the Buried and Me – producent
- Kevin King – producent
- Jens Bogren – mixning, mastering
- Corey Myers – art direction, layout
- Aaron Strelecki – foto